# تشيغان
تشيغان (بالفارسية: چیگان) هي قرية تقع في قسم ورزق الجنوبي الريفي في إيران. يقدر عدد سكانها بـ 324 نسمة بحسب إحصاء 2016.